# Вайсбурд, Давид Израйлевич
Давид Израйлевич (Израилевич) Вайсбурд (1937—2007) — советский и российский учёный, доктор физико-математических наук, профессор.
Автор более 150 трудов, 13 авторских свидетельств и 1 патента.

## Биография
Родился 23 декабря 1937 года в Киеве.
В 1955 году окончил киевскую среднюю школу № 96 с серебряной медалью. Поступил в Киевский политехнический институт; затем перевелся в Томский политехнический институт (ТПИ, ныне Томский политехнический университет) на радиотехнический факультет и со второго курса стал учиться по специальности «Диэлектрики и полупроводники». Будучи студентом третьего курса, начал заниматься научно-исследовательской работой в проблемной лаборатории электроники диэлектриков и полупроводников под руководством профессоров А. А. Воробьёва и И. Я. Мелик-Гайказян.
После окончания института, в 1961 году, Вайсбурд был зачислен ассистентом кафедры «Экспериментальной физики» (ныне кафедра «Теоретической и экспериментальной физики»), где прошел последующий период своей научной и педагогической деятельности. В 1961—1964 годах также под руководством  Мелик–Гайказян и Воробьёва обучался в аспирантуре. В 1965 году защитил кандидатскую диссертацию на тему «Кинетика накопления электронных центров в щелочно-галоидных кристаллах под действием протонов» (защита прошла в Совете при президиуме Узбекской Академии наук). В 1969—1970 годах организовал при кафедре научную лабораторию (ныне – научно-исследовательская лаборатория нелинейной физики). В 1984 году защитил докторскую диссертацию на тему «Свойства ионных кристаллов при высоких уровнях ионизации» (в объединенном совете Института общей физики Академии наук СССР и Физического института им. П.Н. Лебедева АН СССР в Москве). В 1985 году Давид Вайсбурд был утвержден в ученой степени доктора физико-математических наук, а в 1987 году  получил звание профессора.
В обширной научной деятельности учёного важное место заняло конструирование изготовление и запуск в работу первой в Томске установки ядерного магнитного резонанса. Параллельно он выполнил первые в мировой науке эксперименты по кинетике накопления простых и сложных электронных центров в  щелочно-галоидных кристаллах под действием протонов и альфа-частиц. Эксперименты проводились на циклотроне НИИ ядерной физики при ТПИ. Впервые Вайсбурд обнаружил сильное влияние трековых эффектов на превращение простых дефектов в сложные, построил теорию и определил параметры треков протонов и альфа-частиц в щелочно-галоидных кристаллах.
Педагогическая деятельность Д. И. Вайсбурда охватывала студентов всех технических факультетов ТПИ и различные курсы физики: общая физика, теоретическая физика, теория поля, физика твердого тела, статистическая физика, атомная физика. Он поставил в вузе курс атомной физики и в течение 25 лет читал этот курс студентам физико-технического факультета. По его проекту и непосредственном участии в институте была создана и действует учебная лаборатория атомной физики. Воспитал 37 кандидатов наук, четверо из которых стали докторами наук. Был членом докторского диссертационного совета ТПУ.
Умер от рака 11 апреля 2007 года в Израиле.
Был награждён медалями, в числе которых «За доблестный труд. В ознаменование 100-летия со дня рождения В.И. Ленина» (1970); был удостоен почетного звания «Заслуженный работник высшей школы Российской Федерации» (2000).